# Deroceras attemsi
Deroceras attemsi is een slakkensoort uit de familie van de Agriolimacidae. De wetenschappelijke naam van de soort is voor het eerst geldig gepubliceerd in 1904 door Simroth.